# Peter F. Kinauer
Peter F. Kinauer (* 28. Mai 1939 in Wien) ist ein österreichischer Kolumnist, Berater, Redner und Buchautor.

## Leben
Peter F. Kinauer beschäftigt sich seit 1972, zuerst als Erfolgstrainer, dann als Buchautor und Redner, mit den Themen Erfolg und Motivation. Seine langjährige Erfahrung als Erfolgs- und Motivationsexperte gibt er in Vorträgen, Seminaren und Seminarkabaretts sowie in seinen Büchern weiter. Er trat in TV-Sendungen wie Konflikte, Help-TV, €co-Journal und Willkommen Österreich auf.
Am 6. Mai 2014 wurde ihm von Bundespräsident Heinz Fischer der Berufstitel Professor verliehen.

## Werke
- So werden Sie zum Sieger. Die Kunst, sich selbst zu Spitzenleistungen zu führen. Signum-Verlag, Wien, 4. Auflage 2000, ISBN 3-85436-247-1.
- Mit Power aus der Single-Falle. So finden Sie garantiert Ihren Wunschpartner. mvg-verlag, München 2001, 2. Auflage 2002, ISBN 3-478-73292-1.
- L(i)ebe das Leben. Rezepte der Lebenskunst. mvg-verlag, München 2002, ISBN 3-478-08895-X (bereits 2000 im Signum Verlag erschienen).
- Wie Sie sich das Leben gründlich versauen. mvg-verlag, München 2003, ISBN 3-636-07038-X.
- Verkaufs-Power. Spielend zum Verkaufserfolg. Kartenspiel. Signum Verlag, Wien 2003, ISBN 3-85436-326-5.
- Der Elefant im Kühlschrank. Machen Sie das Unmögliche möglich – und Träume wahr. mvg-verlag, München 2006, ISBN 3-636-06263-8.
- So macht Arbeit Spaß. 60 Impulse für mehr Motivation im Job. Gezeiten Verlag, Wien 2007, 1. Auflage April 2007, ISBN 978-3-9502272-1-5.
- Jetzt oder nie! So erobern Sie die Zukunft. Molden Verlag, Wien 2012, 1. Auflage, ISBN 978-3-85485-303-9.